# Gliese 3470b
Gliese 3470b — екзопланета класу гарячих нептунів, що обертається навколо червоного карлика Gliese 3470. Материнська зоря знаходиться за 100 світлових років від Землі у сузір'ї Рака.
Gliese 3470b у 3,8 разів більша за Землю та у 13,7 разів важча. Планета розташована дуже близько до своєї материнської зорі, всього на відстані 6 млн км. Температура на поверхні планети 500—600 К. Через активне випромінювання материнської зорі та високу температуру атмосфери планета втрачає щосекунди 10 тис. т своєї маси. За оцінкою науковців через 2 млрд років планета втратить близько половини своєї маси.